# Чемпионат СССР по классической борьбе 1944
13-й чемпионат СССР по классической борьбе проходил в Москве с 20 по 22 мая 1944 года (легчайший, полусредний и полутяжёлый веса), с 27 по 29 мая (полулёгкий, лёгкий и средний веса), с 17 по 19 июня (тяжёлый вес). Соревнования проводились по круговой системе.
Чемпионат явился смотром спортивных сил, которые смогли быть готовыми к борьбе за первенство страны после двух лет перерыва. Многие из тех, кто являлся лидером в прежние годы, чьи имена неоднократно заносились в списки чемпионов Советского Союза не вышли в параде участников этого года. Не было на первенстве сильнейших борцов страны Баева, Гонжи, Золотова, Михайловского, Пыльнова, Турунена и других. Пламенные патриоты и верные сыны своей Родины, они отдали жизнь в борьбе за независимость Отчизны.

## Медалисты
| Весовая категория | Золото                                       | Серебро                                | Бронза                                   |
| ----------------- | -------------------------------------------- | -------------------------------------- | ---------------------------------------- |
| Легчайший вес     | Саркис Варданян «Динамо» (Ереван)            | Арташес Карапетян «Динамо» (Баку)      | Йоханнес Кауби «Динамо» (Таллин)         |
| Полулёгкий вес    | Александр Соловов Советская Армия (Москва)   | Г. Задорожный ВМФ (Ленинград)          | Андрей Челидзе «Динамо» (Москва)         |
| Лёгкий вес        | Леонид Егоров «Динамо» (Москва)              | Арменак Ялтырян «Динамо» (Киев)        | Давид Махарадзе «Динамо» (Баку)          |
| Полусредний вес   | Эдгар Пуусеп «Калев» (Таллин)                | П. Коломийцев «Динамо» (Москва)        | Григорий Воронин Киев                    |
| Средний вес       | Луспарон Хантимерян Советская Армия (Ереван) | Шалва Чихладзе «Динамо» (Москва)       | Владимир Крутьковский «Динамо» (Москва)  |
| Полутяжёлый вес   | Константин Коберидзе «Динамо» (Москва)       | Варгашак Мачкалян «Динамо» (Тбилиси)   | Михаил Стрижак Советская Армия (Саратов) |
| Тяжёлый вес       | Александр Мазур Советская Армия (Москва)     | Константин Коберидзе «Динамо» (Москва) | Варгашак Мачкалян «Динамо» (Баку)        |